# الساباط
الساباط هي قرية تتبعُ لمحافظة الأحساء في المنطقة الشرقية في المملكة العربية السعودية.

## الموقع
تقع الساباط في الجهة الشرقية من مدينة الهفوف، ويحدها من الشرق المركز، ومن الشمال المزاوي، ومن الغرب المزاوي والعقار، وتقع علي مسافة 2 كيلومتر من الجفر.

## أصل التسمية
ترجع تسمية الساباط، إلي كثرة الساباطات في المكان، الساباط مكون من جدارين مرتفعين، تتم تغطية الجدارين من المنتصف بجذوع النخيل والسعف بالكامل، ويسمي هذا المكان ساباطًا، كانت تستخدم الطريقة قديمًا لحماية من حرارة الشمس. 

## السكان
بلغ عدد سكان الساباط 5600 نسمة في عام 2005.

## التاريخ
أسست القرية في عام 1970، كان يوجد في الساباط بوابتين واحدة من الجهة الشرقية، والأخري من الجهة الجنوبية، كان يوجد بعض الأنهار في المنطقة مثل نهر الليميح، ونهر حواش، ونهر الدغاني، ونهر اللجبادي. عمل سكان القرية قديمًا حرفة خوص النخيل، والمهفات، والزمبيل، والمرحلة، والمحصن.

## المرافق
يوجد في الساباط أربع مدارس، مدرسة أبتدائية ومدرسة متوسطة للبنين، ومدرسة أبتدائية وثانوية للبنات، وتشمل الساباط مركز طبي.